# Lisa Andreas
Lisa Andreas (Grieks: Λίζα Ανδρέου), geboren als Lisa Large (Kent, 22 december 1987) is een Brits-Cypriotische zangeres.
Haar vader is een Brit terwijl haar moeder Cypriotisch is. Ze werd in Engeland geboren maar daarna verhuisde ze naar Cyprus.
In 2004 vertegenwoordigde ze Cyprus op het Eurovisiesongfestival in Istanboel met de ballade Stronger every minute. Ze stond alleen op het podium en bewees dat niet enkel een goede show tot resultaten kon leiden maar ook een simpele performance. Het lied baande zich eerst een weg door de halve finale en in de finale werd ze vijfde. Later werd bekend dat als er met een jury was gewerkt, zoals in het verleden, ze gewonnen zou hebben.
Na het songfestival werkte ze haar studies verder af en schreef ze ook zelf aan liedjes.
Haar 18de verjaardag vierde ze op Cuba. Op 22 februari 2006 trad ze op in de Cypriotische preselectie die toen 25 jaar deelname aan het songfestival vierde.